# Fernando de Solms-Braunfels
Fernando Guillermo Ernesto de Solms-Braunfels (en alemán, Ferdinand Wilhelm Ernst zu Solms-Braunfels; Braunfels, 8 de febrero de 1721 - Braunfels, 2 de octubre de 1783) fue el segundo príncipe de Solms-Braunfels. Era el hijo de Federico Guillermo de Solms-Braunfels (1696-1761) por su primera esposa, Magdalena Enriqueta de Nassau-Weilburg (1691-1725).

## Biografía
Fernando Guillermo Ernesto nació en Braunfels, Solms-Braunfels, siendo el primer hijo del conde Federico Guillermo de Solms-Braunfels y su primera esposa, Magdalena Enriqueta de Nassau-Weilburg (1691-1725), una hija del conde Juan Ernesto de Nassau-Weilburg. El 22 de mayo de 1742, el emperador Carlos VII elevó la Casa de Solms-Braunfels al rango de príncipe imperial, de tal modo que cuando su padre murió lo sucedió como el II príncipe.

## Matrimonio e hijos
El 24 de agosto de 1756 contrajo matrimonio en Laubach, con la condesa Sofía Cristina Guillermina, primera hija y segundo vástago del conde Cristián Augusto de Solms-Laubach y de su primera esposa, la princesa Isabel, hija del príncipe Wolfgang Ernesto de Isenburg-Büdingen-Birstein. Tuvieron los siguientes hijos:
- Guillermo Cristián Carlos (1759-1837), III príncipe de Solms-Braunfels. Desposó a la Wild-und Rheingräfin Augusta de Salm-Grumbach en primeras nupcias, y luego morganáticamente a Elisabetha Becker. Tuvo descendencia de ambos matrimonios.
- Carolina María Leonor (murió al cabo de un mes de vida).
- Luis Guillermo (murió al cabo de un mes de vida).
- Augusta Luisa (1764-1797), desposó a Carlos Luis, Wild- und Rheingraf zu Salm-Grumbach und Dhaun, cuya primera esposa fue Mariana de Leiningen, hija del príncipe Carlos Federico Guillermo de Leiningen.
- Guillermo Enrique Casimiro (1765-1852), soltero.
- Luisa Carolina Sofía (1766-1830), soltera.
- Carlos Augusto Guillermo Federico (1768-1829), soltero.
- Federico Guillermo (1770-1814), desposó a la princesa Federica de Mecklemburgo-Strelitz, viuda del príncipe Luis Carlos de Prusia, y tuvo descendencia.
- Luis Guillermo Cristián (1771-1833), soltero.
- Fernanda Guillermina Isabel (murió en el primer año de vida).